# Distrito de Kaposvár
El distrito de Kaposvár (húngaro: Kaposvári járás) es un distrito húngaro perteneciente al condado de Somogy.
En 2013 su población era de 117 492 habitantes. Su capital es Kaposvár, que también es la capital del condado.

## Municipios
El distrito tiene 4 ciudades (en negrita), una de ellas con estatus de ciudad de derecho condal (la capital Kaposvár), y 74 pueblos.
Ciudades
- Kaposvár
- Igal
- Kadarkút
- Nagybajom

Pueblos
- Alsóbogát
- Baté
- Bodrog
- Bárdudvarnok
- Büssü
- Bőszénfa
- Cserénfa
- Csoma
- Csombárd
- Csököly
- Ecseny
- Edde
- Felsőmocsolád
- Fonó
- Gadács
- Gige
- Gálosfa
- Gölle
- Hajmás
- Hedrehely
- Hencse
- Hetes
- Juta
- Jákó
- Kaposfő
- Kaposgyarmat
- Kaposhomok
- Kaposkeresztúr
- Kaposmérő
- Kaposszerdahely
- Kaposújlak
- Kazsok
- Kercseliget
- Kisasszond
- Kisgyalán
- Kiskorpád
- Kőkút
- Magyaratád
- Magyaregres
- Mernye
- Mezőcsokonya
- Mike
- Mosdós
- Nagyberki
- Orci
- Osztopán
- Patalom
- Patca
- Pálmajor
- Polány
- Ráksi
- Rinyakovácsi
- Sántos
- Simonfa
- Somodor
- Somogyaszaló
- Somogyfajsz
- Somogygeszti
- Somogyjád
- Somogysárd
- Somogyszil
- Szabadi
- Szenna
- Szentbalázs
- Szentgáloskér
- Szilvásszentmárton
- Taszár
- Újvárfalva
- Várda
- Visnye
- Zimány
- Zselickisfalud
- Zselickislak
- Zselicszentpál